# Louisiana State Capitol
Das Louisiana State Capitol ist das Parlamentsgebäude von Louisiana in der Hauptstadt Baton Rouge. Es beherbergt die Legislative des Staates, das Büro des Gouverneurs und Teile der Exekutive.
1928 hatte Huey Long, damaliger Gouverneur des Bundesstaates Louisiana, die Idee, ein neues Kapitol zu bauen. Das 1932 fertiggestellte Gebäude ist nach den Plänen von Dreyfous and Seiferth Weiss im Stil des Art déco erbaut worden. Es ist mit seinem 137 Meter hohen Turm das höchste Kapitol der Vereinigten Staaten und das höchste Gebäude der Stadt.